# Marharyta Dorozhon
Marharyta Dorozhon (née le 4 septembre 1987 à Dnipropetrovsk) est une athlète israélienne, spécialiste du lancer du javelot.

## Biographie
Son meilleur lancer était de 62,01 m obtenu à Donetsk le 26 juillet 2013. 
Elle vit en Israël depuis 2014 et opte par la suite la nationalité israélienne à la suite du mariage avec son compagnon. Le 26 mai 2015, elle remporte le meeting d'Ostrava en lançant à 63,85 m, record personnel et national. Le 11 juin, elle s'impose aux Bislett Games d'Oslo avec 64,56 m.

## Palmarès
| Date | Compétition                       | Lieu         | Résultat | Marque  |
| ---- | --------------------------------- | ------------ | -------- | ------- |
| 2006 | Championnats du monde juniors     | Pékin        | 3e       | 57,68 m |
| 2015 | Jeux européens                    | Bakou        | 1re      | 58,00 m |
| 2018 | Championnats des Balkans          | Stara Zagora | 5e       | 49,67 m |
| 2019 | Championnats d'Europe par équipes | Varazdin     | 7e       | 45,43 m |

## Records
| Épreuve           | Marque  | Lieu | Date         |
| ----------------- | ------- | ---- | ------------ |
| Lancer du javelot | 64,56 m | Oslo | 11 juin 2015 |